# Castelo de Lastours (Lot)
O Château de Lastours é um castelo em ruínas na comuna de Sainte-Croix, no departamento de Lot, na França.

## História
O castelo data do século XIII, com acréscimos e alterações dos séculos XIV e XVII. A torre oeste abriga uma sala abobadada que poderia ter sido uma capela.
O castelo é propriedade privada. Está classificado desde 1993 como monumento histórico pelo Ministério da Cultura da França.